# Rick Burchett
Rick Burchett ist ein US-amerikanischer Comiczeichner.

## Leben und Arbeit
Burchett begann in den späten 1980er beziehungsweise frühen 1990er Jahren als hauptberuflicher Comiczeichner zu arbeiten. Nach einigen frühen Arbeiten für kleinere Verlage wie AC Comics, First Comics, Pacific und Capital, begann Burchett 1993 für den zum Entertainment-Riesen Time Warner gehörenden Verlag DC-Comics zu zeichnen. Seine erste Arbeit für DC war dabei die Illustrierung einiger Geschichten für die Abenteuerreihe Blackhawk. 
Mitte der 1990er folgte Burchetts bislang größter künstlerischer und kommerzieller Erfolg, als er die Zeichnungen für den Comic The Batman and Robin Adventures, eine Adaption der populären Zeichentrickserie Batman: The Animated Series übernahm. Seine Arbeit an den Adventures erwies sich dabei als bei Kritikern und Leserschaft dermaßen populär, dass Burchett – gemeinsam mit den Autporen Paul Dini und Ty Templeton, deren Skripte er umsetzte – mit dem renommierten Eisner Award, der als wichtigster amerikanischer Comicpreis gilt, ausgezeichnet wurde. Später betreute Burchett in gleicher Weise die Nachfolgeserie von The Batman and Robin Adventures, Batman: The Gotham Adventures.
In späteren Jahren übernahm Burchett, dessen zeichnerischer Stil durch einen Hang zu einer reduktionistischen, detailvermeidenden Klarheit sowie durch sanfte Kantigkeit bei der Zeichnung von Figuren gekennzeichnet ist, Zeichnerjobs für Serien wie Superman, The Flash, Green Lantern, Wonder Woman und Justice League für DC, She-Hulk für Marvel Comics, sowie für solche Projekte wie American Flagg und Great American Western.
Autoren, mit denen Burchett besonders häufig zusammengearbeitet hat, sind neben Templeton und Dini unter anderem Greg Rucka und Dan Slott. Ein häufiger zeichnerischer Kollaborateur war der Tuscher Rind Terry.

## Auszeichnungen
- 1996 Eisner Award (Best Title for Younger Readers/Best Comics Publication for a Younger Audience) für The Batman and Robin Adventures gemeinsam mit  Paul Dini und Ty Templeton

| Personendaten    | Personendaten                   |
| ---------------- | ------------------------------- |
| NAME             | Burchett, Rick                  |
| KURZBESCHREIBUNG | US-amerikanischer Comiczeichner |
| GEBURTSDATUM     | 20. Jahrhundert                 |